# Tristaniopsis ninndoensis
Tristaniopsis ninndoensis là một loài thực vật có hoa trong Họ Đào kim nương. Loài này được J.W.Dawson miêu tả khoa học đầu tiên năm 1985.